# Oscar López Rivera
Oscar López Rivera (San Sebastián, 6 januari 1943) is een Puerto Ricaans onafhankelijkheidsactivist. Hij bracht 35 jaar door in de gevangenis, nadat hij was veroordeeld voor "opzettelijke samenzwering". In 2017 kwam zijn gevangenisstraf tot een einde, doordat toenmalig president Barack Obama amnestie aan Rivera verleende. Aanhangers beschouwen hem als een held en een politiek gevangene, terwijl tegenstanders hem zien als een terrorist, die een rol speelde in meerdere aanslagen.

## Levensloop
Rivera werd geboren in 1943 op Puerto Rico, maar vertrok met zijn familie op negenjarige leeftijd naar het Amerikaanse vasteland. Toen Rivera achttien was, werd hij opgeroepen voor de militaire dienst. Hij vocht mee in de Vietnamoorlog en ontving daarvoor de Bronze Star, een militaire onderscheiding. Toen hij terugkeerde naar Chicago werd Rivera actief als activist. Hij kwam in opstand tegen onder andere discriminatie en politiegeweld in wijken met veel Puerto Ricanen. Rivera hielp mee bij de oprichting van een van de eerste Latijns-Amerikaanse middelbare scholen in de Verenigde Staten en een centrum over de Puerto Ricaanse cultuur. Als activist vond hij dat meer scholen tweetalig onderwijs moesten aanbieden en streed hij voor de toelating van meer latino's op universiteiten.
Over de jaren werd Rivera radicaler in zijn activisme: halverwege de jaren 70 werd hij lid van de paramilitaire organisatie FALN, die streed voor een onafhankelijk en socialistisch Puerto Rico. Die organisatie wordt ervan verdacht tientallen aanslagen op de Amerikaanse overheid te hebben gepleegd. Rivera heeft meermaals ontkend betrokken te zijn geweest bij deze gewelddadige activiteiten.
In 1981 werd Rivera veroordeeld tot een gevangenisstraf van 55 jaar voor "opzettelijke samenzwering". Hij rechtvaardigde de daden van de FALN als onderdeel van een anti-koloniale strijd tegen de Verenigde Staten. In 1988 werd zijn gevangenisstraf met 15 jaar verlengd vanwege twee pogingen om te ontsnappen uit zijn gevangenis in Chicago. Begin 2017 werd Rivera vrijgelaten uit de gevangenis, nadat hij een presidentieel pardon had ontvangen van toenmalig president Barack Obama. Hem was in 1999 al strafvermindering aangeboden door president Bill Clinton, maar hij weigerde deze, omdat deze niet werd aangeboden aan alle gevangengenomen FALN-leden. Een voorwaarde van Clintons pardon was dat hij in het openbaar zou verklaren dat hij zou stoppen met de gewelddadige strijd. Terwijl Rivera vastzat, pleitten tien winnaars van de Nobelprijs voor de Vrede en verschillende politici, onder wie senator Bernie Sanders, voor zijn vrijlating.